# Medmassa tigris
Medmassa tigris är en spindelart som först beskrevs av Christa L. Deeleman-Reinhold 1995.  Medmassa tigris ingår i släktet Medmassa och familjen flinkspindlar. Inga underarter finns listade i Catalogue of Life.